# 롤러 (농기구)

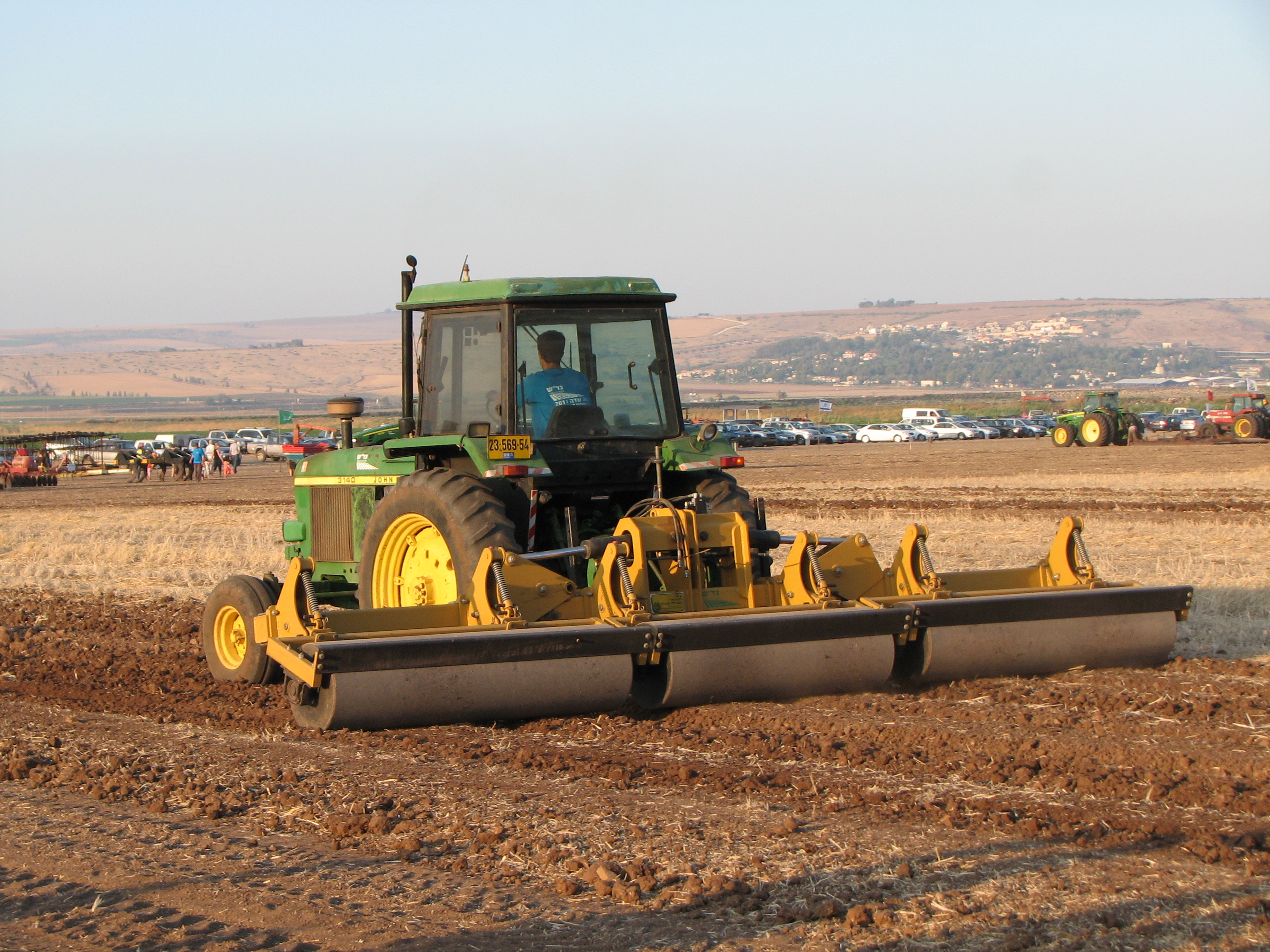
일반적인 동력 농업 응용 분야에서의 롤러

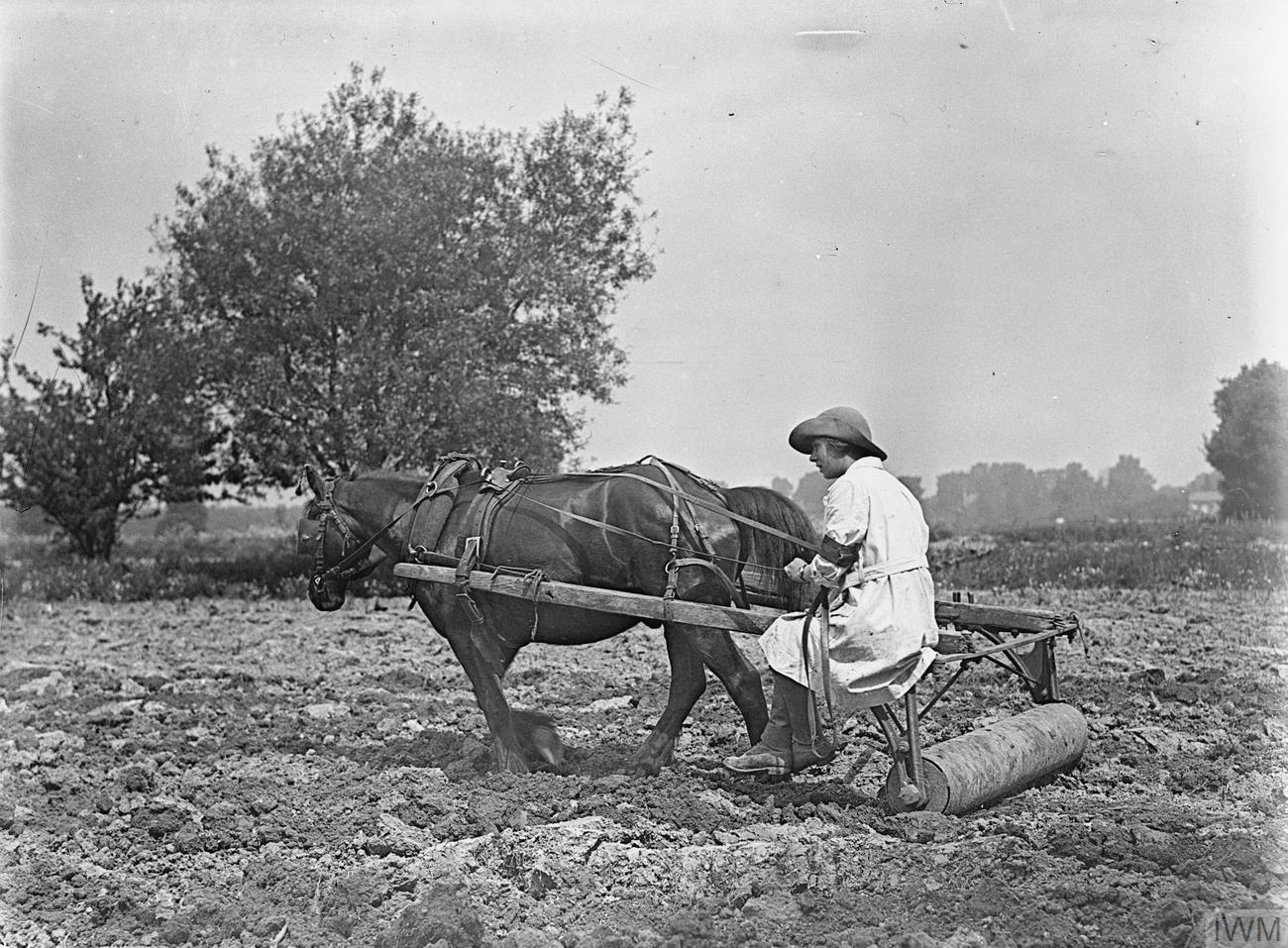
제1차 세계 대전 중 말로 끄는 농업용 롤러

롤러(roller)는 땅을 고르거나 큰 흙 덩어리를 부수기 위해 사용되는 농업 도구이며, 특히 쟁기질이나 써레질 후에 사용된다. 일반적으로 롤러는 트랙터나 기계화 이전에 말이나 소와 같은 동물 무리에 의해 끌렸다. 농업 외에도 롤러는 크리켓 피치와 주거용 잔디밭 지역에서 사용된다.
땅이 평평해지면 후속 제초 및 수확이 더 쉬워지고, 롤링은 경작된 흙의 수분 손실을 줄이는 데 도움이 된다. 잔디밭에서는 롤링이 잔디깎이를 위해 땅을 고르게 하고 흙 표면을 다진다.
롤러는 다양한 방식으로 무게를 조절할 수 있다. 많은 용도로는 무거운 롤러가 사용된다. 이것들은 두꺼운 강철로 만들어진 하나 이상의 원통, 콘크리트로 채워진 얇은 강철 원통 또는 물로 채워진 원통으로 구성될 수 있다. 물로 채워진 롤러는 가볍게 사용하거나 운반하기 위해 물을 빼낼 수 있다는 장점이 있다. 서리가 내리는 지역에서는 물이 얼음으로 변할 때 팽창하여 파손되는 것을 방지하기 위해 겨울철 보관 전에 물이 채워진 롤러를 배수해야 한다.

## 디자인

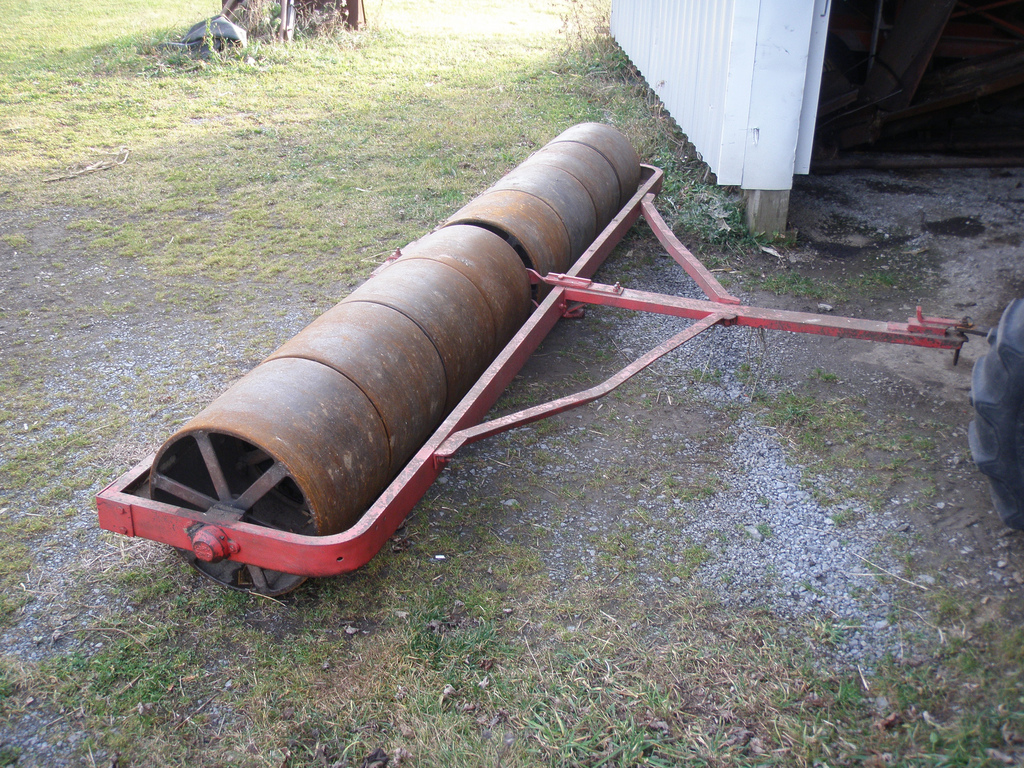
1.5피트 세그먼트 8개로 구성된 12피트 스무스 롤러

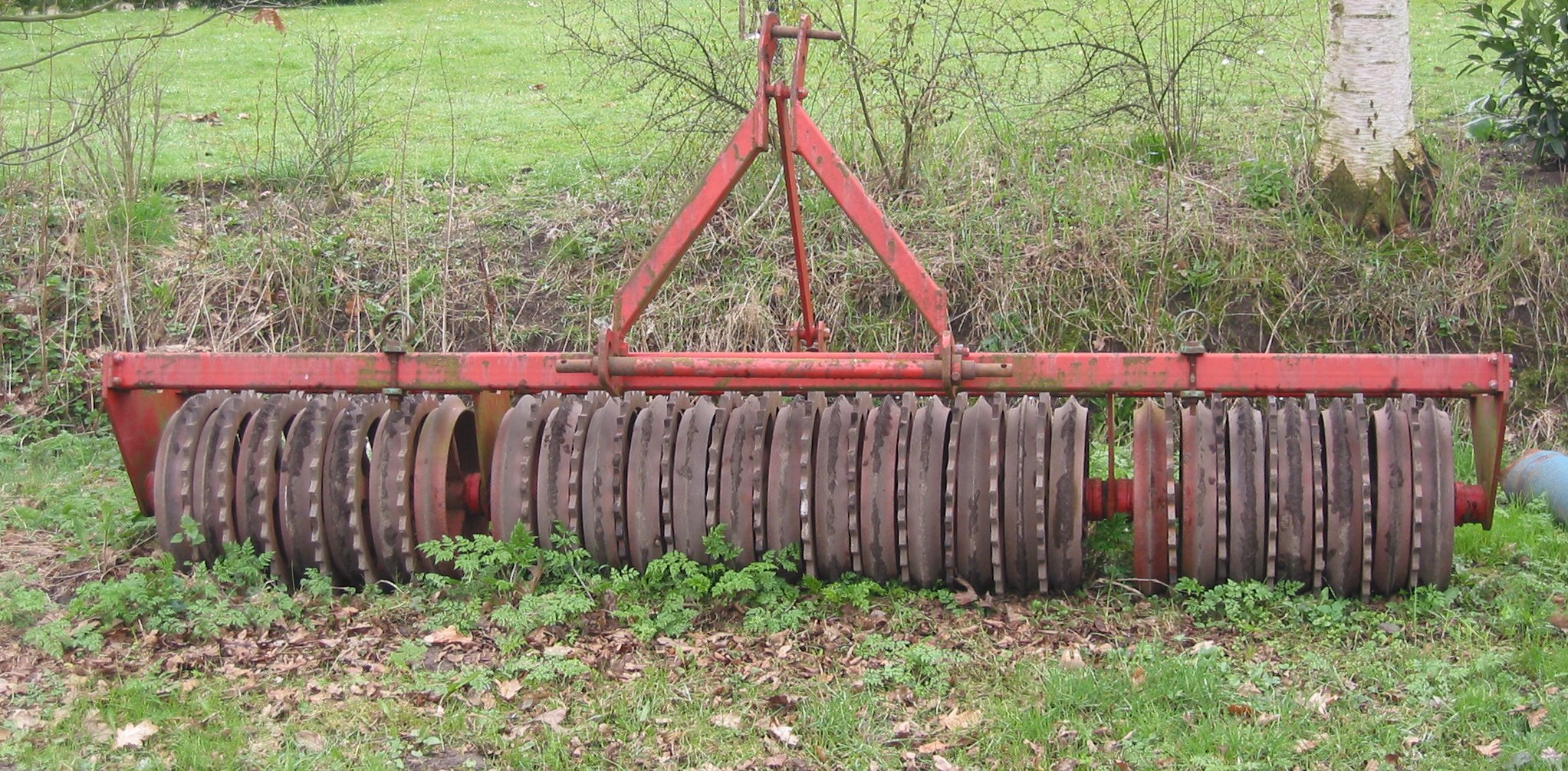
많은 세그먼트로 구성된 릿지 롤러는 영국에서 일반적으로 케임브리지 롤러라고 불리며, 미국에서는 컬티패커라고 불린다. 각 이름은 해당 국가의 제조사에서 유래되었고, 이 유형에 대한 지역적으로 보편적인 이름으로 발전했다.

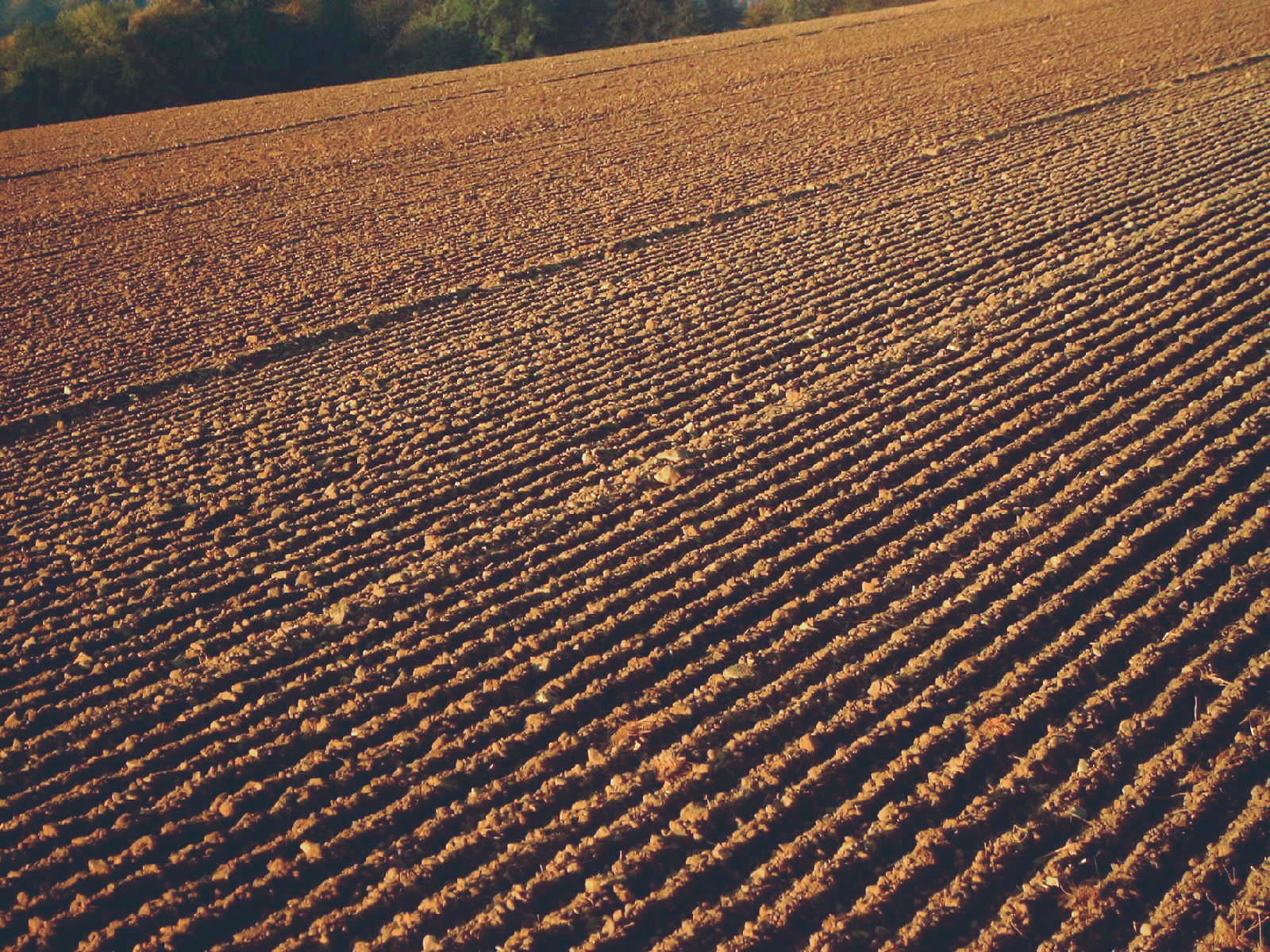
케임브리지 (또는 유사한) 롤러로 롤링한 후의 밭

### 한 조각 대 세그먼트형
경작된 흙에서 한 조각 롤러는 코너를 돌 때 롤러의 바깥쪽 끝이 안쪽 끝보다 훨씬 빠르게 회전해야 하므로 한쪽 끝 또는 양쪽 끝이 미끄러지는 단점이 있다. 부드러운 땅에서 한 조각 롤러를 돌리면 바깥쪽 반경에서 흙더미가 미끄러져 흙더미를 남기게 되어 비생산적이다. 이러한 문제를 줄이기 위해 롤러는 종종 두세 섹션으로 만들어지며, 케임브리지 롤러는 여러 개의 작은 세그먼트를 하나의 축에 장착하여 각 세그먼트가 현지 지면 속도로 회전할 수 있도록 함으로써 이 문제를 완전히 해결한다.

### 매끄러움 대 릿지형
롤러의 표면은 매끄럽거나 흙을 부수거나 비에 의한 세척을 줄이기 위해 최종 표면에 홈을 파기 위해 질감이 있을 수 있다. 케임브리지 롤러의 각 세그먼트에는 이러한 목적을 위해 가장자리에 릿지가 있다. 컬티패커라는 이름은 특히 미국에서 이러한 릿지형 유형에 자주 사용된다.

## 용도

### 농업용
롤러는 땅을 고르거나 큰 흙 덩어리를 부수기 위해 사용되는 이차적인 경작 도구이며, 특히 쟁기질이나 써레질 후에 사용된다. 오늘날 롤러는 일반적으로 트랙터에 의해 끌린다. 기계화 농업 이전에 사역 동물 무리, 예를 들어 말이나 소가 동력을 제공했다. 동물 동력은 미국 아만파 농장과 아직 밭갈이용 소가 널리 사용되는 아시아 지역과 같은 일부 상황에서는 오늘날에도 여전히 사용된다.
롤러는 묘상을 가능한 한 평평하고 적당히 단단하게 만들어 최적의 묘상을 준비한다. 평평함은 씨앗 심기 깊이를 노동 집약적인 각 씨앗의 손 심기 없이 제어하는 유일한 실용적인 방법이기 때문에 파종 시 중요하다. 인접한 지점 사이의 묘상 윤곽이 2 cm 이상 차이나면 (예를 들어) 1-cm 심기 깊이 지침을 따르는 것은 실용적이지 않다. 이것이 파종 시 작은 흙덩이나 흙덩어리라도 부수고 흙을 잘 고르게 펴는 것이 중요한 이유이다.
땅이 평평해지면 후속 제초 및 수확도 더 쉬워진다. 예를 들어, 기계적인 제초에서는 컬티베이터 이빨 깊이를 제어하는 것은 괜찮은 평평한 흙 윤곽에서만 실용적이며, 콤바인 수확에서는 콤바인 헤드 높이를 제어하는 것은 괜찮은 평평한 흙 윤곽에서만 실용적이다.
롤링은 경작된 흙에서 수분 손실을 줄이는 데도 도움이 된다고 믿어진다.

#### 결합 및 견인
롤러는 각 패스/슬와스의 너비를 늘리기 위해 결합될 수 있다. 롤러는 쟁기, 써레, 또는 예취기와 같은 다른 장비 뒤에 견인될 수 있다.

### 크리켓 피치 사용
크리켓에서는 롤러를 사용하여 피치를 평평하게 만들고 타자에게 덜 위험하게 만든다.
크리켓 역사에서 덮개가 없는 피치가 사용되던 시절과 1950년대 일부 단계에서 타격을 덜 쉽게 만들기 위해 사용된 가벼운 롤러부터 오늘날 최고 수준 크리켓에서 보편적으로 사용되는 현대적인 "헤비 롤러"까지 여러 크기의 롤러가 사용되었다. 규정에 따라 피치는 각 이닝 또는 경기 시작 시에만 롤링할 수 있지만, 이것은 헤비 롤러가 사용되기 전에 가벼운 흙을 제외한 모든 곳에서 흔했던 슈터를 제거함으로써 게임에 막대한 영향을 미쳤다. 헤비 롤러는 때때로 타격을 너무 쉽게 만들고 시원한 영국 기후에서 비가 온 후 피치가 마르는 속도를 줄인다는 비판을 받기도 했다.

### 잔디밭 사용
잔디밭 롤러는 잔디밭 표면을 평평하게 하거나 다듬는 데 사용되며, 특히 겨울 동안 땅이 얼었다 녹으면서 잔디밭이 울퉁불퉁해지는 기후에서 유용하다. 이러한 현상이 발생하는 곳에서는 정원사에게 봄에 잔디밭 롤러로 가볍게 롤링할 것을 권장한다. 점토나 젖은 흙은 다져지므로 롤링해서는 안 된다.

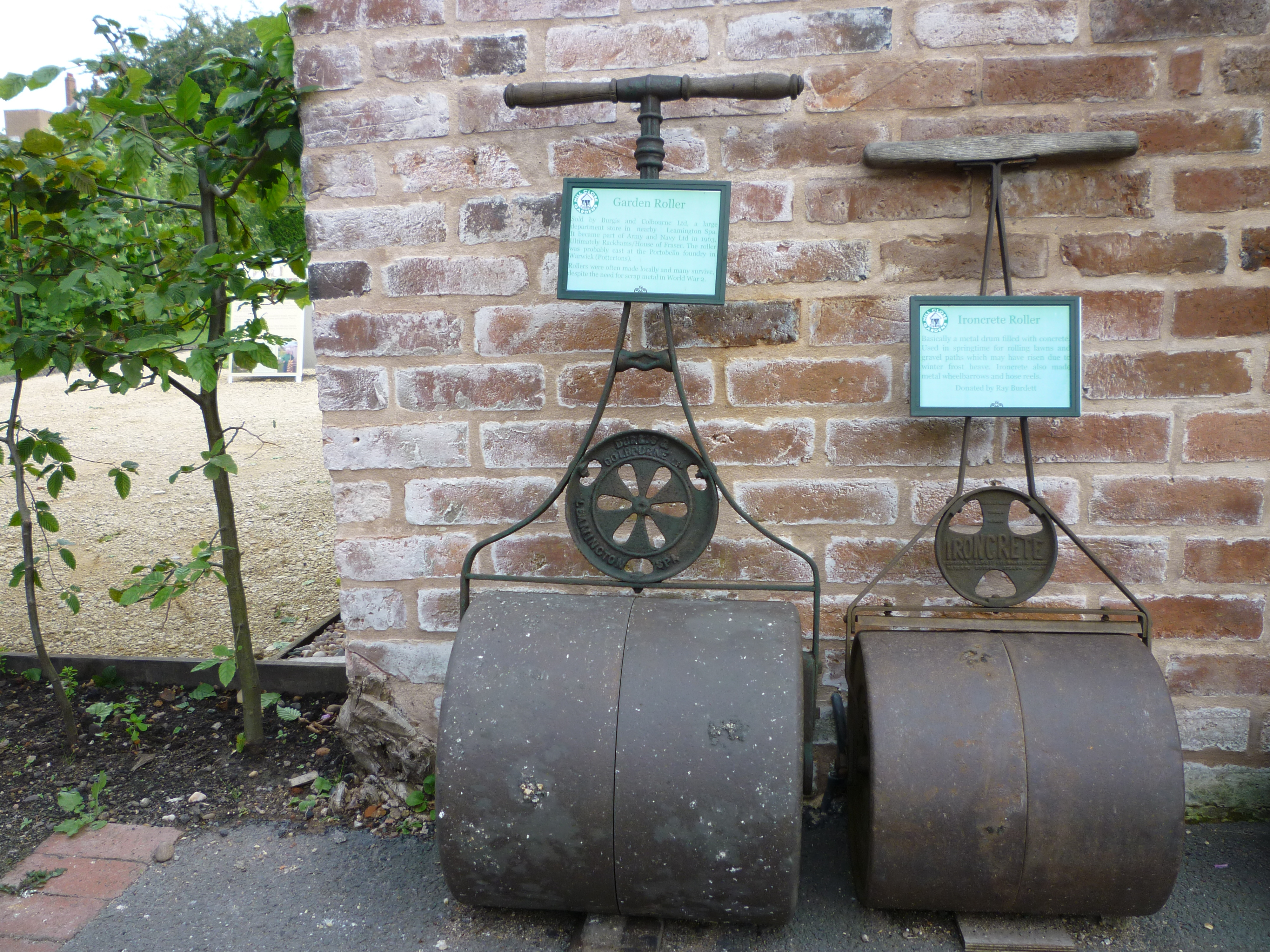
워릭의 힐 클로즈 가든에 있는 두 개의 "정원 롤러"
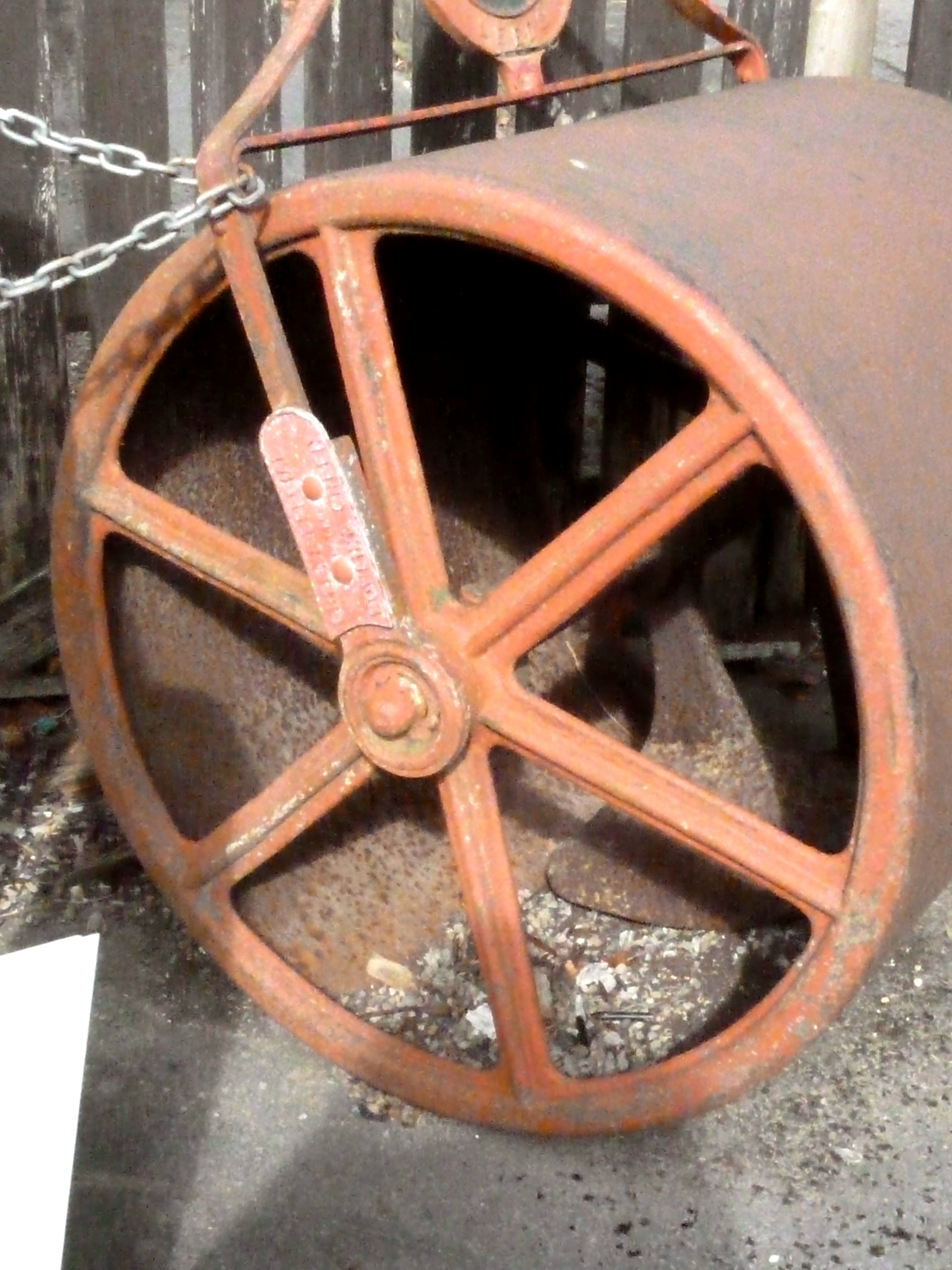
매달린 무게가 있는 큰 철 롤러, 볼링 그린용, 프레드 베리티 (1890년대)
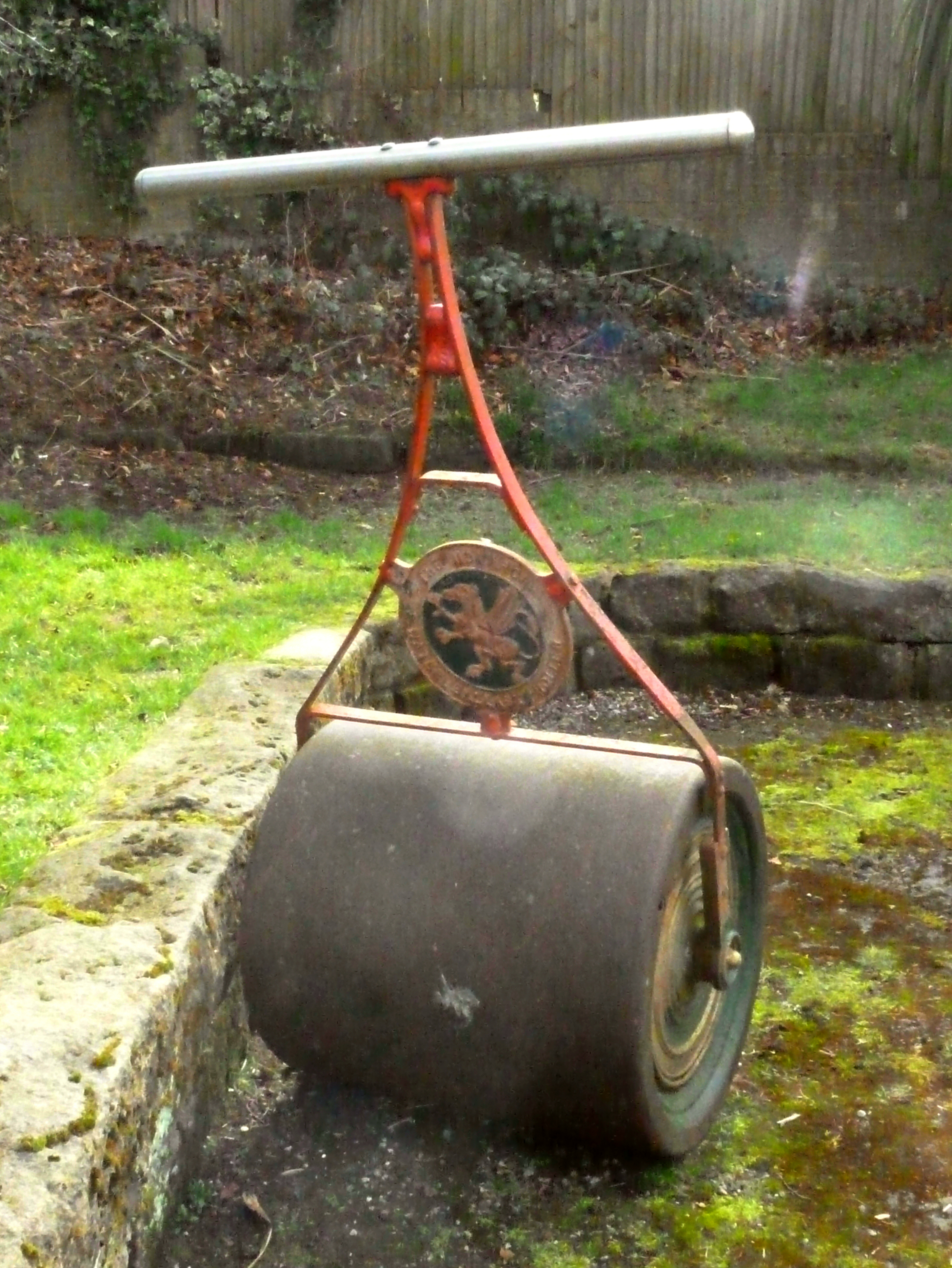
그린 앤 손(Greens & Son)의 프레드 베리티(Fred Verity)의 물 탱크 롤러(1890년대)

## 같이 보기
- 써레